# Parasynarcualis
Parasynarcualis longirostris, Parasynarcualidae
Famille
Genre
Espèce
Parasynarcualis est un genre fossile de poissons osseux. Il appartient à la famille des Parasynarcualidae (des poissons-flûtes proches des Fistulariidae actuels), et à l'ordre des Syngnathiformes,. C'est le seul genre de la famille des Parasynarcualidae à laquelle il a donné son nom.
Une seule espèce est rattachée au genre : Parasynarcualis longirostris, décrite par Henri-Marie Ducrotay de Blainville en 1818.

## Découverte et datation
Les fossiles très bien préservés de Parasynarcualis longirostris ont été découverts sur le célèbre site paléontologique (Lagerstätte) du Monte Bolca sur la zone dite de « Pesciara », en Vénétie (Italie). Parasynarcualis a vécu dans les lagons tropicaux de l'océan Téthys, précurseur de la Méditerranée, au cours de l'Éocène inférieur (Yprésien), il y a environ entre 49 et 48,5 Ma (millions d'années),.
L'environnement péri-récifal tropical de l'Éocène du Monte Bolca est sous influence à la fois côtière et de mer ouverte. Dans cet environnement, les fossiles ont été préservés dans des sédiments calcaires laminés, déposés dans une dépression à faible énergie, sous un environnement anoxique.

## Description
Ce poisson est de dimension assez modeste, avec environ 25 centimètres de long.
Son corps est très allongé et fin. La tête est longue et étroite, avec un museau allongé mais robuste, terminé par une petite bouche. Il possède deux nageoires dorsales, et sa nageoire anale est effilochée. Sa nageoire caudale n'est pas fourchue.
Ils se rapproche des poissons-flûtes tropicaux actuels qui appartiennent à la famille des Fistulariidae.
C'est l'un des nombreux genres de Syngnathiformes qui vivait dans l'environnement péri-récifal et peu profond de l’Éocène du Monte Bolca.